# Akysis hendricksoni
Akysis hendricksoni (Alfred, 1966) es una especie de pez de la familia Akysidae en el orden de los Siluriformes.

## Morfología
Los machos pueden llegar alcanzar los 4,9 cm de longitud total, número de  vértebras: 31-34.

## Distribución geográfica
Se encuentran en Asia: Tailandia y Malasia (cuenca de los ríos Endau, Sungai Golok, Sungai Terengganu y Sabak Bernam).